# 阿倫穹丘
63°40′S 58°35′W / 63.667°S 58.583°W
阿倫穹丘（英語：Allen Knoll）是南極洲的冰穹，位於帕默群島的特里尼蒂半島，處於西拉塞爾冰川源頭西北面4公里，由英國研究隊繪入地圖，該山峰現時由南極條約體系管理。